# Richmond (Nowy Jork)
Richmond – miasto w Stanach Zjednoczonych, w stanie Nowy Jork, w hrabstwie Ontario.